# ソビエト連邦人民委員会議
ソビエト連邦人民委員会議（ソビエトれんぽうじんみんいいんかいぎ、ロシア語: Совет народных комиссаров СССР、略称：Совнарком СССР〈ソヴナルコムСССР〉、СНК СССР）は、ソビエト連邦に1923年から1946年まで存在した政府の執行機関（内閣）である。
1946年にソビエト連邦閣僚会議に改組された。

## 歴史
1917年から1946年までのロシア・ソビエト連邦社会主義共和国（ロシアSFSR）、および1923年から1946年までのソビエト社会主義共和国連邦（ソビエト連邦）政府において、大臣は「人民委員」と呼ばれ、省に該当するものは人民委員部と呼ばれた。人民委員部を含めた国家の主要な政府組織が、人民委員会議であった。
ボリシェヴィキは、労働者・農民のための政府を創設しようとした。政府とは、伝統的に支配者や大統領により選ばれた大臣たちの会議であったからである。ボリシェヴィキはこれをブルジョア的制度とみなし、労働者の国家においては、これと異なるもので組織しようとした。十月革命の後、政治権力はボリシェヴィキを中心とする労農防衛評議会（ソビエト）が手に入れた。革命と同時に招集された労働者・兵士代表ソビエト第2回全ロシア大会は、労働者人民の名の下でロシアを統治するために、最初の人民委員会議を導入・選出した。人民委員会議議長はまた、全露ソビエトによって選出され、首相と同じ機能を果たした。初代人民委員会議議長はウラジーミル・レーニンである。
1917年11月8日（ユリウス暦10月26日）の「人民委員会議の設立について」(s:ru) の布告によると、初代の人民委員会議は以下の通り。
- 人民委員会議議長 - ウラジーミル・レーニン
- 内務人民委員 - アレクセイ・ルイコフ
- 外務人民委員 - レフ・トロツキー
- 財務人民委員 - イヴァン・スクヴォルツォフ＝ステパノフ（ロシア語版）
- 農業人民委員 - ウラジーミル・ミリューチン（ロシア語版）
- 労働人民委員 - アレクサンドル・シュリャプニコフ（ロシア語版）
- 陸海軍人民委員 - ウラジーミル・アントーノフ＝オフセーエンコ（ロシア語版） / ニコライ・クルィレンコ（英語版） / パーヴェル・ドゥイベンコ（英語版）
- 貿易・産業人民委員 - ヴィクトル・ノギン（ロシア語版）
- 公教育人民委員（ロシア語版） - アナトリー・ルナチャルスキー
- 法務人民委員 - ゲオルギー・オッポコフ（ロシア語版）
- 食糧人民委員 - イヴァン・テオドローヴィチ（ロシア語版）
- 郵便・電信人民委員（英語版） - ニコライ・グレボフ＝アヴィーロフ（英語版）
- 民族問題人民委員 - ヨシフ・スターリン
- 鉄道人民委員 - （空席）

1918年のロシア・ソビエト憲法においては、ロシア人民委員会議は「国の問題に関する一般的統治」について全露ソビエトに対して責任を負うと規定した。憲法は、全露ソビエトが閉会中、完全な法的権限をもって、人民委員会議が法令を発行することを可能にした。そして全露ソビエトは、次会期において、決まってこれらの法令を承認した。事実、人民委員会議は、第2回全国ソビエトの後の1917年11月以来、すでにロシアの政府権限を行使していた。
1946年、スターリン体制のもと、人民委員会議は「閣僚会議」に改組され、それにともない人民委員は「大臣」と改名された。これに伴い、「人民委員部」は「省」に改名された。
ソ連閣僚会議ビルは、モスクワ・クレムリン内において、最高会議幹部会ビルに隣接する位置にあった。
1922年のソビエト連邦の樹立後、様々な設置案のもと、ソ連邦人民委員会議は創設された（議長の年代配列は、ソビエト連邦人民委員会議議長を参照）。ソ連の各共和国は、国内問題に対処する自らの政府を持っていた。それらもまた、連邦を構成する以前の諸会議により、人民委員会議と名づけられた。

## 機構
以下は1941年6月当時の機構。人民委員部は連邦級と構成共和国級に分かれ、連邦級はソ連にしか存在せず、構成共和国級は各ソ連構成共和国にも同名の人民委員部が設置されていた。

### 人民委員部（連邦級）
- 国防人民委員部（NKO）
- 海軍人民委員部
- 外務人民委員部
- 通信人民委員部
- 航空産業人民委員部
- 中機械製造人民委員部
- 弾薬人民委員部
- 兵器人民委員部
- 一般機械製造人民委員部
- 工作機械製造人民委員部
- 造船産業人民委員部
- 重機械製造人民委員部
- 電気産業人民委員部
- 発電所人民委員部
- 石油産業人民委員部
- 石炭産業人民委員部
- 非鉄金属人民委員部
- 鉄類金属人民委員部
- 化学産業人民委員部
- ゴム産業人民委員部
- 交通路人民委員部
- 河川船団人民委員部
- 海洋船団人民委員部
- 建設人民委員部
- 対外貿易人民委員部
- 調達人民委員部
- パルプ・製紙産業人民委員部

### 人民委員部（構成共和国級）
- 内務人民委員部（NKVD）
- 国家保安人民委員部（NKGB）
- 法務人民委員部
- 建築資材産業人民委員部
- 軽工業人民委員部
- 肉・乳製品産業人民委員部
- 食品産業人民委員部
- 漁業産業人民委員部
- 繊維産業人民委員部
- 国内貿易人民委員部
- 農業人民委員部
- 穀物・畜産ソフホーズ人民委員部
- 林業人民委員部
- 国家監督人民委員部
- 保健人民委員部
- 財務人民委員部

### 附属機関
- 国家計画委員会（ゴスプラン）
- 国立銀行
- 芸術問題委員会
- 高等学校問題委員会
- 映画産業問題委員会